# Charles Traoré
Charles Blonda Dit Modibo Traoré (Aulnay-sous-Bois, 1º gennaio 1992) è un calciatore francese naturalizzato maliano, difensore svincolato.

## Carriera

### Club
Nato ad Aulnay-sous-Bois cresce nella giovanili di Aulnay e Azzurri 90, prima di trasferirsi nel 2015 al Nantes 2, che lo cede immediamente al Troyes, con cui, il 23 gennaio 2016, debutta in Ligue 1 contro il Lilla.
Il 31 agosto 2018, dopo tre anni al Troyes, si trasferisce al Nantes a titolo definitivo.
Nella prima parte della stagione con Miguel Cardoso trova poco spazio, giocando soltanto una gara, quella di Coppa di lega contro il Montpellier vinta per 0-3, nella quale fornisce l'assist per il gol del vantaggio di Kalifa Coulibaly.
Con l'arrivo in panchina di Vahid Halilhodžić riesce a debuttare in Ligue 1 con la maglia gialloverde, il 19 gennaio 2019, nel derby contro l'Angers perso per 1-0.
A fine stagione totalizza 16 presenze tra tutte le competizioni senza segnare alcuna rete.
Nelle due stagioni successive, nonostante i continui cambi in panchina, riesce ad ottenere sempre più spazio aiutando i canarini a raggiungere la salvezza durante la stagione 2020-2021, nei play-off contro il Tolosa.
Nella stagione 2021-2022 vince da comprimario la coppa nazionale, la stagione è tuttavia segnata dalla rottura del crociato avvenuta il 12 marzo 2022 in una partita contro il Troyes.
Otto mesi dopo, tornato dall'infortunio, viene inizialmente aggregato in seconda squadra, il Nantes 2, con cui, il 5 novembre, debutta in National 2 contro l'Angers 2 (vittoria 2-0).
Il mese successivo, reintegrato in prima squadra, gioca da subentrato la gara pareggiata contro il Troyes valida per la sedicesima giornata di campionato.
Il 16 febbraio 2023 debutta nelle competizioni europee con la maglia dei canarini in occasione del pareggio per 1-1 in casa della Juventus, valido per gli spareggi di Europa League.
A fine aprile, seppur non giocando, perde la finale di coppa di Francia contro il Tolosa; nel luglio seguente, alla naturale scadenza del contratto, rimane svincolato lasciando il club bretone dopo quattro anni.
Il 1º settembre 2023, nel corso dell'ultimo giorno della sessione estiva di calciomercato, si accorda con il club di Ligue 2 del Bastia.

### Nazionale
Ha esordito con la maglia della nazionale maliana nel 2016; ha partecipato alla Coppa d'Africa nel 2017 e nel 2021.

## Statistiche

### Presenze e reti nei club
Statistiche aggiornate al 2 luglio 2024.
| Stagione        | Squadra         | Campionato      | Campionato | Campionato | Coppe nazionali | Coppe nazionali | Coppe nazionali | Coppe continentali | Coppe continentali | Coppe continentali | Altre coppe | Altre coppe | Altre coppe | Totale | Totale |
| Stagione        | Squadra         | Comp            | Pres       | Reti       | Comp            | Pres            | Reti            | Comp               | Pres               | Reti               | Comp        | Pres        | Reti        | Pres   | Reti   |
| --------------- | --------------- | --------------- | ---------- | ---------- | --------------- | --------------- | --------------- | ------------------ | ------------------ | ------------------ | ----------- | ----------- | ----------- | ------ | ------ |
| 2015-2016       | Troyes          | L1              | 5          | 0          | CF+CdL          | 1+0             | 0               | -                  | -                  | -                  | -           | -           | -           | 6      | 0      |
| 2016-2017       | Troyes          | L2              | 20         | 1          | CF+CdL          | 1+1             | 0               | -                  | -                  | -                  | -           | -           | -           | 22     | 1      |
| 2017-2018       | Troyes          | L1              | 34         | 0          | CF+CdL          | 1+0             | 0               | -                  | -                  | -                  | -           | -           | -           | 35     | 0      |
| lug.-ago. 2018  | Troyes          | L2              | 1          | 0          | CF+CdL          | 0+1             | 0               | -                  | -                  | -                  | -           | -           | -           | 2      | 0      |
| Totale Troyes   | Totale Troyes   | Totale Troyes   | 60         | 1          |                 | 5               | 0               |                    |                    |                    |             |             |             | 65     | 0      |
| ago. 2018-2019  | Nantes          | L1              | 13         | 0          | CF+CdL          | 2+1             | 0               |                    | -                  | -                  | -           | -           | -           | 16     | 0      |
| 2019-2020       | Nantes          | L1              | 20         | 0          | CF+CdL          | 2+1             | 0               |                    | -                  | -                  | -           | -           | -           | 23     | 0      |
| 2020-2021       | Nantes          | L1              | 22+2       | 1          | CF              | 1               | 0               |                    | -                  | -                  | -           | -           | -           | 25     | 1      |
| 2021-2022       | Nantes          | L1              | 16         | 0          | CF              | 1               | 0               |                    | -                  | -                  | -           | -           | -           | 17     | 0      |
| 2022-2023       | Nantes          | L1              | 12         | 0          | CF              | 1               | 0               | UEL                | 2                  | 0                  | SF          | 0           | 0           | 15     | 0      |
| Totale Nantes   | Totale Nantes   | Totale Nantes   | 85         | 1          |                 | 6               | 0               |                    | 2                  | 0                  |             | 0           | 0           | 92     | 1      |
| 2023-2024       | Bastia          | L2              | 12         | 0          | CF              | 0               | 0               |                    | -                  | -                  | -           | -           | -           | 12     | 0      |
| Totale carriera | Totale carriera | Totale carriera | 157        | 2          |                 | 11              | 0               |                    | 2                  | 0                  |             | 0           | 0           | 170    | 2      |

## Palmarès

### Club

#### Competizioni nazionali
- Coppa di Francia: 1

Nantes: 2021-2022